# Ferdinand Lassalle (film, 1918)
Pour les articles homonymes, voir Ferdinand Lassalle et Lassalle.
Ferdinand Lassalle est un film allemand muet réalisé par Rudolf Meinert, sorti en 1918. Inspiré d'un roman d'Alfred Schirokauer.

## Synopsis
La vie de Ferdinand Lassalle, homme politique allemand d'origine juive, théoricien socialiste et écrivain du 19e siècle.

## Fiche technique
- Titre original : Ferdinand Lassalle
- Sous-titre : Des Volkstribunen Glück und Ende
- Réalisation : Rudolf Meinert
- Scénario : Ewald André Dupont, Harry Scheff
- Cinématographie : Adolf O. Weitzenberg
- Producteur : Rudolf Meinert
- Sociétés de production : Meinert Film
- Pays d'origine :  Allemagne
- Longueur : 2550 mètres
- Format : Noir et blanc - 1,33:1 - 35 mm  - Muet
- Dates de sortie : 
  - Allemagne : 1er septembre 1918[2] ou 25 octobre 1918[3]

## Distribution
- Herr Braun : Otto von Bismarck
- Erich Kaiser-Titz : Ferdinand Lassalle
- Friedrich Kühne : Heinrich Heine
- Hanna Ralph : Sophie von Hatzfeldt
- Bodo Serp : Hans von Bülow
- Gustav von Wangenheim : Janko von Rakowitza